# OddBallers
 (novembre 2023).
Si vous disposez d'ouvrages ou d'articles de référence ou si vous connaissez des sites web de qualité traitant du thème abordé ici, merci de compléter l'article en donnant les références utiles à sa vérifiabilité et en les liant à la section « Notes et références ».
OddBallers est un party game développé par Gameswing et édité par Ubisoft. Le jeu est sorti en janvier 2023 sur Windows, PlayStation 4, Xbox One, PlayStation 5, Xbox Series et Nintendo Switch.